# Spiraea dahurica
Spiraea dahurica là loài thực vật có hoa trong họ Hoa hồng. Loài này được (Rupr.) Maxim. miêu tả khoa học đầu tiên năm 1879.